# F
F o f (chiamata effe in italiano) è la sesta lettera dell'alfabeto italiano.
[f] rappresenta anche il grafema di una consonante fricativa labiodentale sorda nell'alfabeto fonetico internazionale.

## Storia
| Proto-semitico [w] | Fenicio waw | Greco arcaico digamma | Etrusco [w] | Romano [f] |
| ------------------ | ----------- | --------------------- | ----------- | ---------- |
|                    |             |                       |             | Roman F    |

L'origine della lettera F è la stessa delle lettere V, U, Y e W; esse derivano infatti dalla lettera semitica waw, da cui si evolvette la lettera fenicia waw, con valore fonetico [w], da cui deriva il digamma greco, poi scomparso. Gli etruschi adottarono il digamma greco come [w], ma lo utilizzarono anche nel digramma FH per trascrivere il suono [f], uso ripreso inizialmente anche dai Latini che lo semplificarono poi in F ed è con quest'ultimo valore fonetico che la lettera arriva nell'alfabeto latino, mentre l'altro si conservò nella V.

## Codici informatici
- Unicode: maiuscola U+0046, minuscola U+0066.
- ASCII: maiuscola 70, minuscola 102; in binario 01000110 e 01100110 rispettivamente.
- EBCDIC: maiuscola 198, minuscola 134.
- Entity: maiuscola & #70; e minuscola & #102;